# Victor Vinícius Coelho dos Santos
Victor Vinícius Coelho dos Santos, spelernaam Vitinho, (Rio de Janeiro, 9 oktober 1993) is een Braziliaans voetballer die doorgaans als aanvaller speelt. Hij verruilde FK CSKA Moskou in juli 2018 voor Flamengo.

## Clubcarrière
Vitinho werd in januari 2012 bij het eerste elftal van Botafogo gehaald. Hij debuteerde in 2013 in het eerste van de club. Op 28 augustus 2013 legde hij medische tests af bij CSKA Moskou.